# طويلة نشرت
قرية طويلة نشرت هي إحدى القرى التابعة لمركز قلين في محافظة كفر الشيخ في جمهورية مصر العربية. حسب إحصاءات سنة 2006، بلغ إجمالي السكان في طويلة نشرت 5921 نسمة، منهم 2993 رجل و2928 امرأة.

## التاريخ
قرية طويلة نشرت من القرى القديمة، واسمها الأصلي وقت الفتح الإسلامي لمصر أورين (بالإنجليزية: Hourine)‏، وقد وردت باسم أورين نشرت واسمها أيضًا الطويلة في أعمال الغربية ضمن قرى الروك الصلاحي التي أحصاها ابن مماتي في كتاب قوانين الدواوين، كما وردت باسم الطويلة بنشرت في أعمال الغربية ضمن قرى الروك الناصري التي أحصاها ابن الجيعان في كتاب «التحفة السنية بأسماء البلاد المصرية». وفي العصر العثماني كان اسمها في تربيع سنة 933هـ/1527م الذي أجراه الوالي العثماني سليمان باشا الخادم في عصر السلطان العثماني سليمان القانوني الطويلة بنشرت ضمن قرى ولاية الغربية، وفي تاريخ 1228هـ/1813م الذي عدّ قرى مصر بعد المسح الذي قام به محمد علي باشا باسم طويلة نشرت ضمن قرى مديرية الغربية.